# Deirbhile Nic a Bháird
 (octobre 2024).
Pas d'image ? Cliquez ici

a Compétitions nationales et continentales officielles uniquement.

b Matchs officiels uniquement.
Dernière mise à jour le 13 octobre 2024.
Deirbhile Nic a Bháird, née le 22 septembre 1995 à Cork (Irlande), est une joueuse internationale irlandaise de rugby à XV et internationale de rugby à sept évoluant aux postes de talonneur et de troisième ligne centre. Licenciée au Old Belvedere RFC, elle représente le Munster en championnat des provinces. Elle joue également avec les Clovers en Celtic Challenge.

## Biographie
Brittany Hogan naît le 21 septembre 1995 à Cork en Irlande.
Elle est présélectionnée pour la Coupe du monde 2017, mais n'est pas retenue dans le groupe final. Elle joue cependant la Coupe du monde de rugby à sept 2018 que les Irlandaises terminent à la sixième place.
Elle ne devient internationale qu'en 2019 en Écosse, sa seule victoire en équipe nationale (5-22). Elle retourne ensuite au sept et arrête même complètement de jouer.
Le rugby lui manque et elle reprend en club. Ses performances lui valent d'être sélectionnée avec le Munster qui remporte le championnat interprovinces 2021.
Le munster conserve son titre au mois de janvier 2023. Elle est ensuite appelée pour le Six nations 2023. Elle dispute tous les matchs du Tournoi, que les Irlandaises terminent dernières avec cinq défaites en cinq matchs.
Victime d'une rupture des croisés en novembre 2023, elle rate le restant de la saison 2023-2024. Ayant signé un contrat professionnel avec l'IRFU juste avant de se blesser, ses soins et sa rééducation sont intégralement pris en charge. Elle est alors consultante sur TG4, qui diffuse des matchs commentés en gaélique. Elle n'est pas rétablie à temps pour l'Interpro 2024.
Elle cumule, à la fin de l'été 2024, neuf sélections en équipe d'Irlande quand elle est retenue pour le WXV 1 au Canada. Elle ne joue aucun match. Elle est sélectionnée pour disputer le Celtic Challenge avec les Clovers.

## Palmarès
- Vainqueure du championnat d'Irlande interprovinces en 2021 et 2023